# Шпак піренейський
Піренейський шпак (Sturnus unicolor ) — горобцеподібний птах родини шпакових (Sturnidae). Він близький до звичайного шпака (S. vulgaris), але характеризується вузьким ареалом, обмеженим Піренейським півостровом, Північно-Західною Африкою, південною частиною Франції та островами Сицилія, Корсика та Сардинія. Здебільшого осілий вид.

## Таксономія і систематика
Після нещодавнього поділу роду Sturnus, піренейський і звичайний шпаки залишились  єдиними представниками роду.
Гібриди зі звичайним шпаком іноді зустрічаються у місцях пересікання ареалів розмноження в південно-західній Франції та північно-східній Іспанії.

## Опис
Дорослий піренейський шпак дуже схожий на звичайного шпака, але трохи більший (21–23 см. довжина; 70–100 г. маса), і характеризується більш темним чорним оперенням, із легким фіолетовим або зеленим відливом при яскравому світлі.  Дуже дрібні бліді цятки присутні лише в зимовому оперенні. Він також відрізняється тим, що має помітно довші пір’я на горлі (вдвічі довші, ніж у звичайних шпаків), утворюючи кошлату «бороду», яка особливо помітна, коли птах співає. Ноги яскраво-рожеві. Влітку дзьоб жовтий із синюватою основою у самців і рожевою основою у самок; взимку тьмяніший, часто чорнуватий. Молоді птахи тьмяно-коричневі, темніші за молодих звичайних шпаків, мають чорний дзьоб і коричневі ноги. Сплутати зі звичайним шпаком особливо легко взимку, коли останніх зустрічається багато по всьому ареалі піренейського шпака.

## Галерея

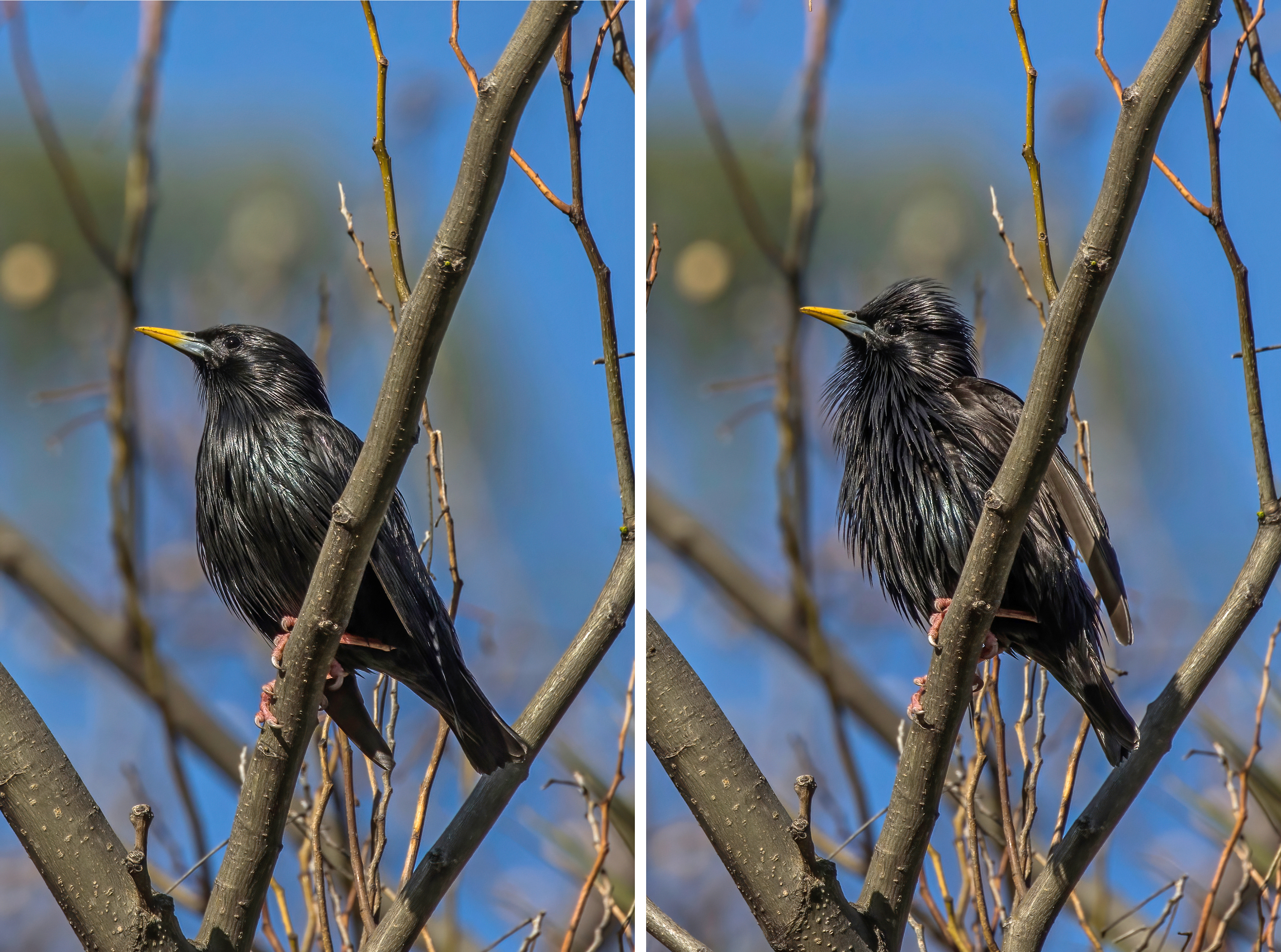
Шлюбний показ підняття пір'я
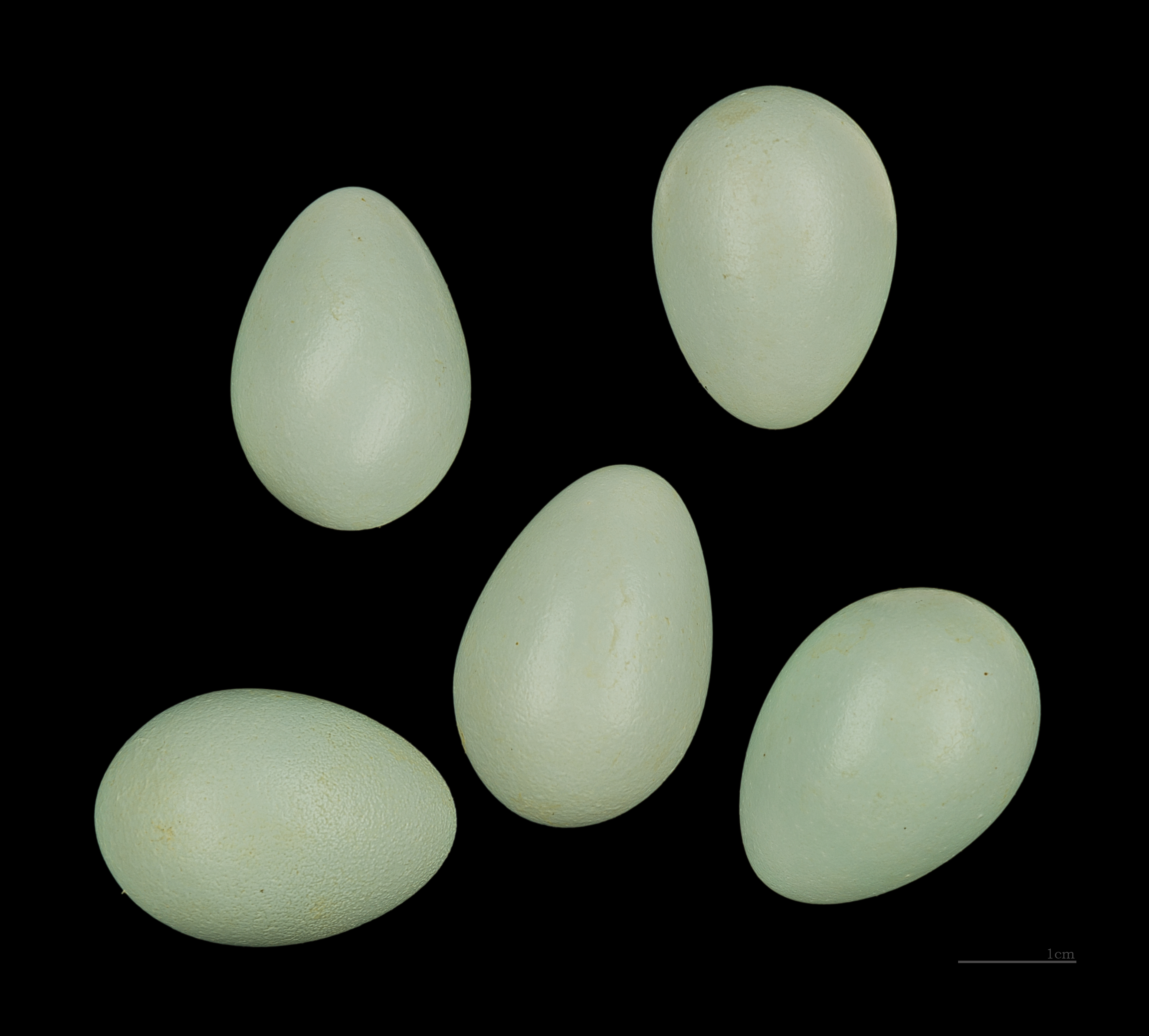
Яйця Sturnus unicolor  - MHNT